# Shiyan

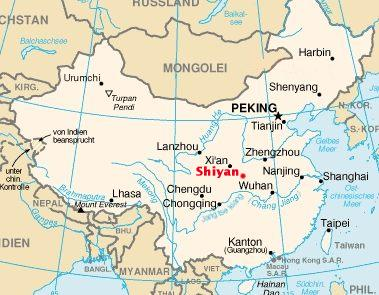
Lage Shiyans in China

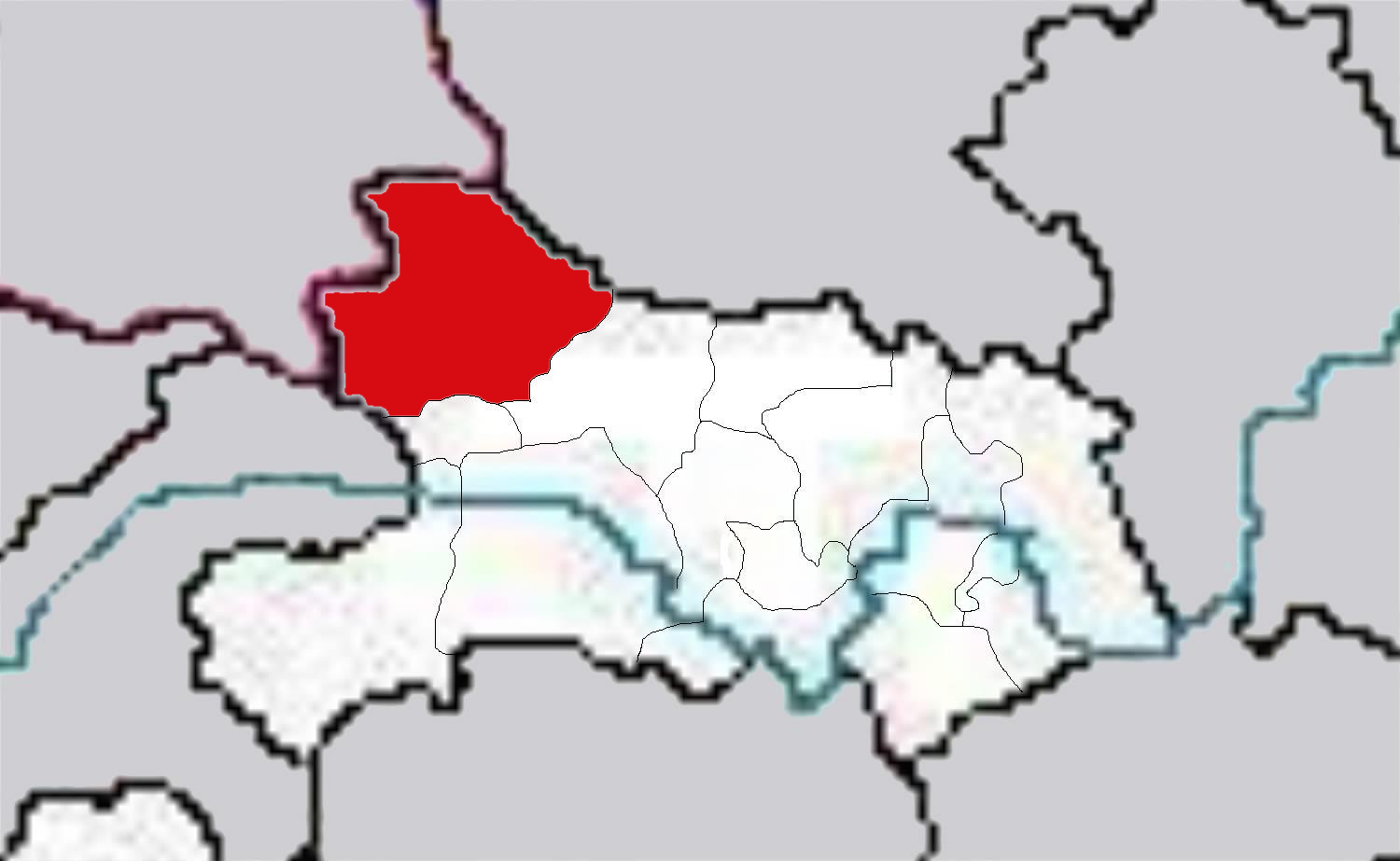
Lage Shiyans in Hubei

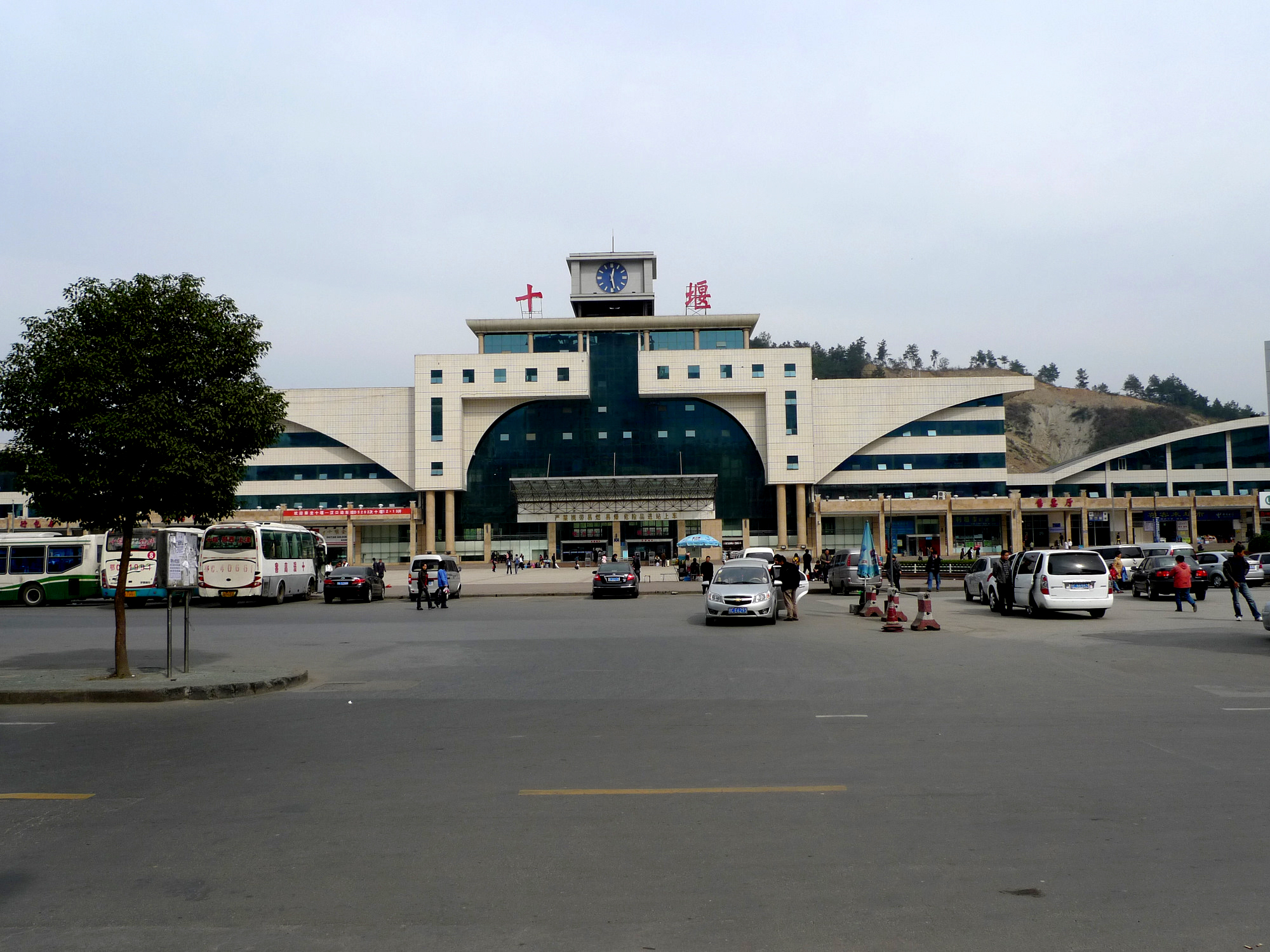
Shiyan Bahnhof

Shiyan (chinesisch 十堰市, Pinyin Shíyàn shì) ist eine bezirksfreie Stadt im Nordwesten der chinesischen Provinz Hubei. Shiyan hat eine Fläche von 23.680 km² und 3.209.004 Einwohner (Stand: Ende 2019). Die Bevölkerungsdichte beträgt 135,5 Einwohner/km².

## Geographie
Shiyan liegt an den nördlichen Ausläufern des Wudang-Gebirges in der Nähe des Wudang Shan-Nationalparks.

### Administrative Gliederung
Shiyan besteht aus zwei Stadtbezirken, fünf Kreisen und einer kreisfreien Stadt (Stand: Ende 2019):
- Stadtbezirk Zhangwan (张湾区), 653 km², 393.200 Einwohner;
- Stadtbezirk Maojian (茅箭区), 540 km², 425.600 Einwohner;
- Stadtbezirk Yunyang (郧阳区), 3.863 km², 571.700 Einwohner, Hauptort: Großgemeinde Chengguan (城关镇);
- Kreis Zhushan (竹山县), 3.299 km², 416.800 Einwohner, Hauptort: Großgemeinde Chengguan (城关镇);
- Kreis Fang (房县), 5.110 km², 400.300 Einwohner, Hauptort: Großgemeinde Chengguan (城关镇);
- Kreis Yunxi (郧西县), 3.509 km², 431.000 Einwohner, Hauptort: Großgemeinde Chengguan (城关镇);
- Kreis Zhuxi (竹溪县), 3.585 km², 314.000 Einwohner, Hauptort: Großgemeinde Chengguan (城关镇);
- Stadt Danjiangkou (丹江口市), 3.121 km², 445.400 Einwohner.

## Wirtschaft
Heute ist Shiyan eines der größten Zentren der Automobilindustrie in der Volksrepublik China mit 3,4 Mio. Einwohner (2003). In der Stadt befindet sich die  2. Automobilfabrik Chinas (Chin. 中华人民共和国第二汽车制造厂). 1969 war Shiyan noch ein kleines Dorf und wuchs danach zu einer Großstadt. Seit 1975 werden in Shiyan Autos mit der Marke Dongfeng (Chin. 东风) produziert. Ebenfalls werden hier Maschinenteile und Kunststoffe bzw. Produkte der modernen Industrie hergestellt.

## Verkehr
Eine Autobahn verbindet Shiyan mit Xi’an und Wuhan. Der Flughafen Shiyan liegt am östlichen Rand der Stadt und bietet Flugverbindungen zu zahlreichen nationalen Zielen.